# 泰姬陵酒店與假日宮殿公司

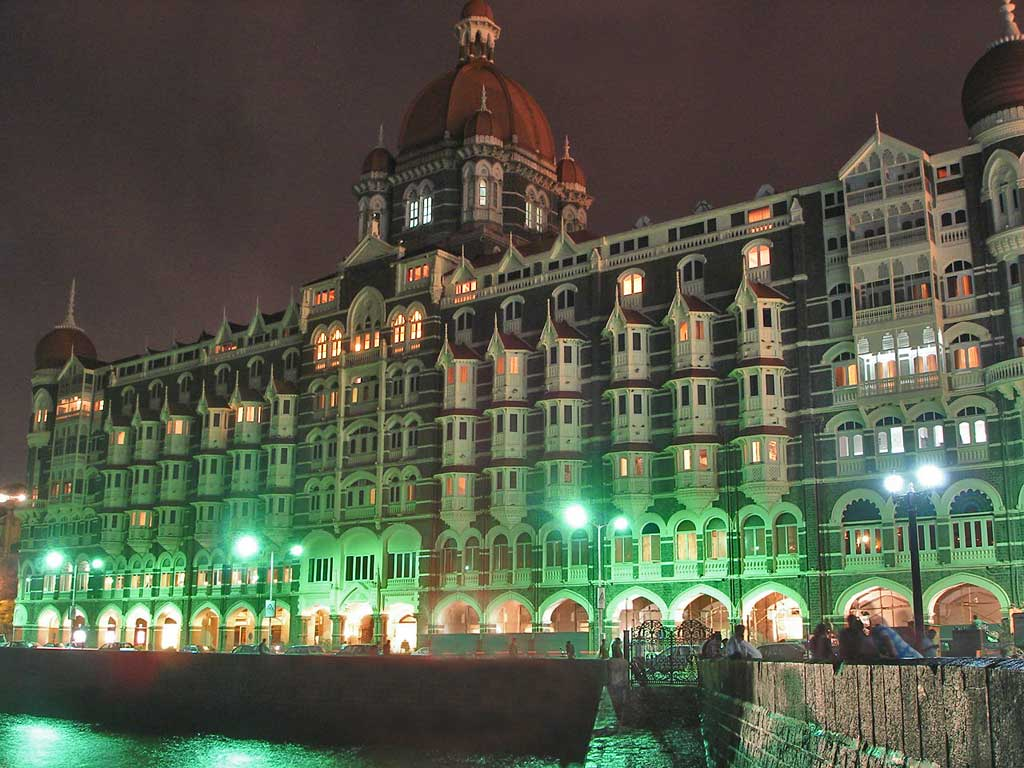
Taj Mahal Palace & Tower (Mumbai)

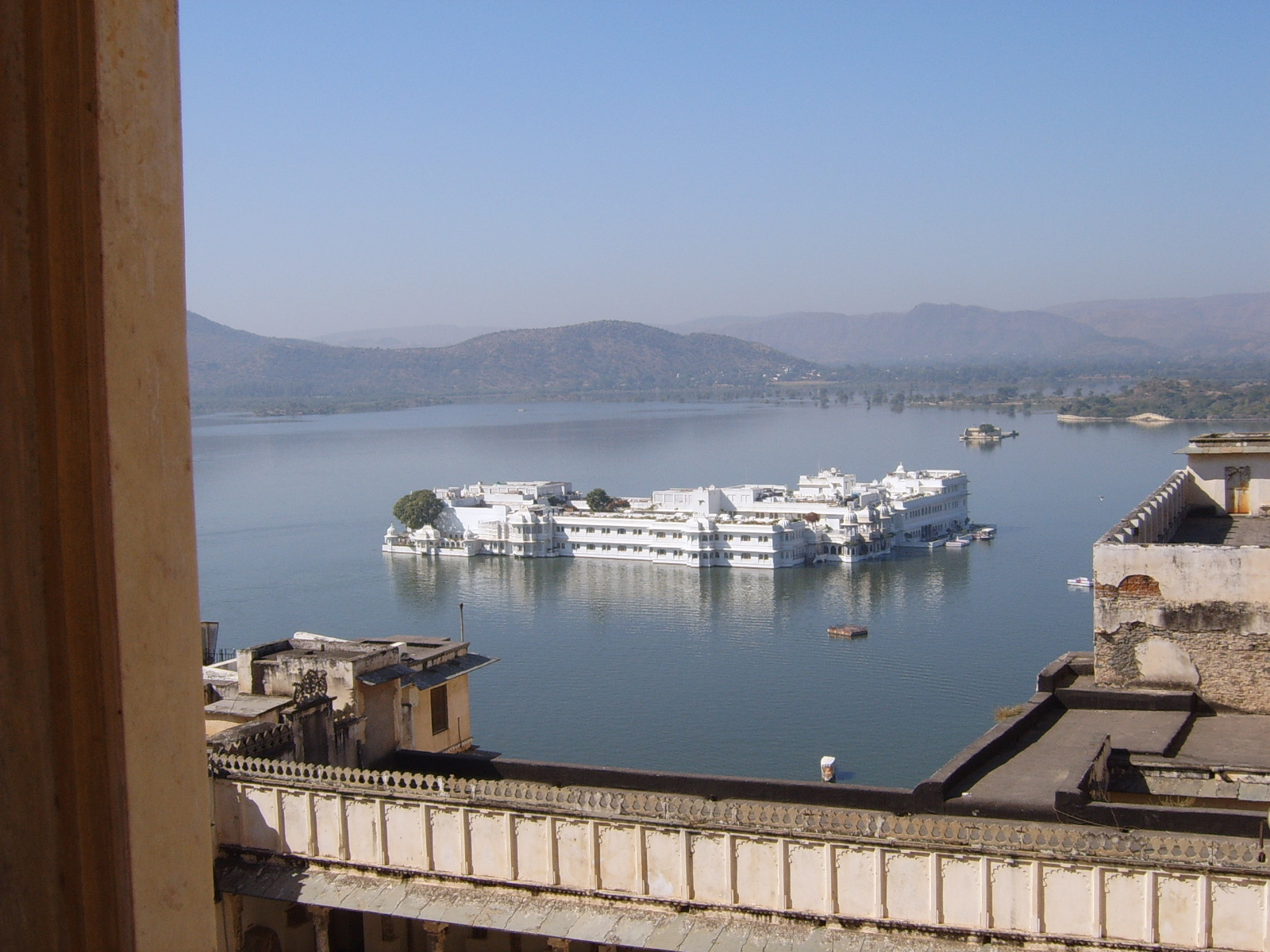
Taj Lake Palace im Pichola-See, Udaipur (Rajasthan)

泰姬陵酒店（英文全名：Taj Hotels, Resorts & Palaces，港譯泰姬瑪哈酒店）是印度的豪華系列酒店，由印度塔塔集團（Tata Group）創辦於1903年，現今旗下的酒店不但在印度多數城、邦都有開張，而且已經擴展到美國、英國、澳大利亞、南非、馬爾代夫、毛里求斯、馬來西亞、不丹、斯里蘭卡、中東等國。 
旗下的孟買泰姬瑪哈酒店有客房565間，總統套房46間。標準雙人房日租400美金以上。

## 外部連結
- 泰姬陵酒店公式網址 （页面存档备份，存于）